# Trizidela do Vale
Trizidela do Vale est une municipalité brésilienne située dans l'État du Maranhão.